# Newport (Pennsilvània)
Newport és una població dels Estats Units a l'estat de Pennsilvània. Segons el cens del 2000 tenia 1.506 habitants.

## Demografia
Segons el cens del 2000, Newport tenia 1.506 habitants, 666 habitatges, i 402 famílies. La densitat de població era de 1.762 habitants/km².
Dels 666 habitatges en un 29,6% hi vivien nens de menys de 18 anys, en un 45,3% hi vivien parelles casades, en un 10,4% dones solteres, i en un 39,6% no eren unitats familiars. En el 35,9% dels habitatges hi vivien persones soles el 17,6% de les quals corresponia a persones de 65 anys o més que vivien soles. El nombre mitjà de persones vivint en cada habitatge era de 2,26 i el nombre mitjà de persones que vivien en cada família era de 2,91.
Per edats la població es repartia de la següent manera: un 25% tenia menys de 18 anys, un 7,5% entre 18 i 24, un 30,1% entre 25 i 44, un 21,8% de 45 a 60 i un 15,5% 65 anys o més.
L'edat mediana era de 36 anys. Per cada 100 dones de 18 o més anys hi havia 83 homes.
La renda mediana per habitatge era de 31.594 $ i la renda mediana per família de 39.545 $. Els homes tenien una renda mediana de 31.413 $ mentre que les dones 22.344 $. La renda per capita de la població era de 16.818 $. Entorn del 6,8% de les famílies i el 10% de la població estaven per davall del llindar de pobresa.

## Poblacions més properes
El següent diagrama mostra les poblacions més properes.